# Oberpferdt
Oberpferdt ist ein Gemeindeteil der Gemeinde Konradsreuth im Landkreis Hof (Oberfranken, Bayern).

## Geografie
Das Dorf liegt an der Kreisstraße HO 7, die von Konradsreuth über Silberbach kommend nach Unterpferdt in Richtung Autengrün und Oberkotzau abknickt. Im Ort beginnt die HO 10, die über Gottfriedsreuth und Fletschenreuth führt. Eine weniger gut befestigte Straße führt nach Weißlenreuth.